# Нижнечершилинское сельское поселение
Нижнечершилинское се́льское поселе́ние — муниципальное образование в Лениногорском районе Татарстана Российской Федерации.
Административный центр — село Нижние Чершилы.

## История
Статус и границы сельского поселения установлены Законом Республики Татарстан от 31 января 2005 года № 34-ЗРТ «Об установлении границ территорий и статусе муниципального образования "Лениногорский муниципальный район" и муниципальных образований в его составе».

## Население
| 2010 | 2011 | 2012 | 2013 | 2014 | 2015 | 2016 |
| ---- | ---- | ---- | ---- | ---- | ---- | ---- |
| 935  | ↘931 | ↘910 | ↘892 | ↗897 | ↘885 | ↘847 |
| 2017 | 2018 |      |      |      |      |      |
| ↘818 | ↘788 |      |      |      |      |      |

## Состав сельского поселения
| № | Населённый пункт    | Тип населённого пункта       | Население |
| - | ------------------- | ---------------------------- | --------- |
| 1 | Верхние Чершилы     | село                         |           |
| 2 | Мордовская Ивановка | село                         |           |
| 3 | Нижние Чершилы      | село, административный центр |           |